# Alicia Witt
Alicia Roanne Witt, född 21 augusti 1975 i Worcester, Massachusetts, är en amerikansk skådespelare och sångare.

## Filmografi (urval)
- 1984 – Dune
- 1990 - Twin Peaks, avsnitt Gersten Hayward (gästroll i TV-serie)
- 1993 – Kroppar, vila och rörelse
- 1993 – Hotellrum 603
- 1994 – Fun
- 1994 – Mysteriet med Vonnie
- 1995 – Herr Hollands opus
- 1995 – Four Rooms
- 1996 – Citizen Ruth
- 1997 – Bongwater
- 1998 – Urban Legend
- 1999 – Passions Way
- 2000 – Cecil B. DeMented
- 2001 – Ten Tiny Love Stories
- 2002 – Kärlek på jobbet
- 2002 – American Girl
- 2004 – Curse of the Ring: Ring of the Nibelungs
- 2005 – The Upside of Anger
- 2007 – Blue Smoke (TV-film)
- 2006 – Last Holiday
- 2008 – 88 Minutes
- 2009–2011 – Friday Night Lights (TV-serie)
- 2010 – The Pond
- 2010 – Peep World
- 2010 – Backyard Wedding
- 2011 – Joint Body
- 2011 – The Flight of the Swan
- 2012 – Bending the Rules
- 2012 – Rodeoprinsessan
- 2016 - The Walking Dead, (gästroll i TV-serie 2 episoder)
- 2017 - Supernatural,avsnitt "Lily Sunder Has Some Regrets" (gästroll i TV-serie )
- 2017 - Twin Peaks, (gästroll i TV-serie 2 episoder)
- 2019 - Orange Is the New Black, ( TV-serie 6 episoder)
- 2020 – Christmas Tree Lane
- 2021 – I Care a Lot